# Adaro
Thijs Ploegmakers, beter bekend als Adaro, is een Nederlandse dj en producer. In het verleden produceerde hij verschillende elektronische muziekstijlen, zo maakte hij in 2002 deel uit van Driftwood (vooral bekend van hun wereldwijde radiohit “Freeloader”). In 2008 begon hij met het produceren van hardstyle, en hij wordt beschouwd als een van de grondleggers van het raw hardstyle subgenre.
Zijn doorbraaktracks waren "The Haunter of the Dark" en "No Time to Sleep". Daarbij had hij succes met zijn remix van "Chain Reaction - Answers". In 2013 werd hij verkozen tot nummer 75 in de DJ Mag Top 100. Adaro bracht zijn muziek uit op A2 Records tot 2014. In maart 2015 heeft Adaro samen met Ran-D, B-Front en Frequencerz een eigen hardstyle-platenlabel opgericht, "Roughstate".
Adaro is verantwoordelijk geweest voor het creëren van veel bekende hardstyle-nummers die zeker commercieel succes hebben bereikt, waaronder "Touch a Star" met B-Front feat. Dawnfire. Deze track bereikte de vierde plek in de Q-dance Top 100 van 2018. Meer Adaro-hits zijn onder meer "I'm Alive" (officiële Rebirth Festival Anthem), "Strong" met Rejecta, zijn officiële Intents Festival-anthem "Circus of Insanity" met Digital Punk, zijn officiële remix voor "Rellen in de Hel" van de Nederlandse hiphopartiest EZG, "Walk with Me" met Vertile en zijn solotrack "Flame up High". In 2020 deed Adaro een remix van "Sefa – Calling", die gratis werd uitgebracht maar zeer populair werd in hardstylekringen. Naast zijn solo-uitgaven heeft Adaro samengewerkt met vele artiesten binnen het hardstylegenre, zoals B-Front, Rejecta, Vertile, Hard Driver, Endymion, Digital Punk, Kronos, E-Force, MYST en Crypsis.
Adaro is ook de helft van de hardstyle act Gunz for Hire samen met Ran-D, die in 2011 werd opgericht. Gunz for Hire heeft veel bekende hardstyle-hits gehad, waaronder "Bella Ciao", "Seek & Destroy", "Bolivia", "Plata O Plomo", "No Mercy, "Kings of the Underground" en "Sorrow".
Adaro heeft opgetreden op enkele van de grootste EDM- en hardstyle-evenementen zoals Decibel Outdoor Festival, Defqon.1 Festival (Nederland en Australië), Qlimax, Mysteryland, Q-BASE, Tomorrowland, Qapital, Reverze, EDC Las Vegas en vele andere evenementen. Behalve dat hij wordt erkend als een toonaangevende hardstyle-dj en -producer in zijn thuisland Nederland, wordt Adaro wereldwijd ook erkend omdat hij boekingen heeft in vele landen, waaronder de Verenigde Staten, Mexico, Chili, Australië, China, Tsjechië, Zwitserland, Zweden, Noorwegen, Schotland, Italië, Frankrijk, Spanje, Portugal, Bulgarije, Canada, Oostenrijk, Duitsland en België.

## Discografie
| Uitgave                                                       | Alias                           | Label                      | Jaar |
| ------------------------------------------------------------- | ------------------------------- | -------------------------- | ---- |
| My Name Is Hardstyle                                          | Ran-D vs Adaro                  | A2 Records                 | 2008 |
| Under Attack / Struggle For Existence                         | Ran-D & Adaro                   | A2 Records                 | 2010 |
| Hit You With That Bang Shit                                   | Adaro                           | A2 Records                 | 2011 |
| Gangsters Don't Dance                                         | Gunz For Hire                   | A2 Records                 | 2011 |
| The Haunter of the Dark                                       | Adaro                           | A2 Records                 | 2011 |
| Put It On / Evolution Complete                                | Gunz For Hire                   | A2 Records                 | 2011 |
| The Italian Tribute                                           | Adaro                           | Titanic Records            | 2012 |
| Air (Dance Air Anthem 2012)                                   | The R3belz & Adaro              | Scantraxx Special          | 2012 |
| No Time To Sleep                                              | Adaro                           | A2 Records                 | 2012 |
| Kings of the Underground                                      | Gunz For Hire                   | A2 Records                 | 2012 |
| Bolivia                                                       | Gunz For Hire                   | A2 Records                 | 2012 |
| Everyday                                                      | Digital Punk & Adaro            | Free Release               | 2012 |
| Another Sh*t Track                                            | Crypsis & Adaro                 | Minus Is More (Cryptology) | 2012 |
| Natural Born Killers                                          | Adaro & Digital Punk            | A2 Records                 | 2013 |
| Worth Fighting For (Qapital 2013 Anthem)                      | B-Front & Adaro                 | Q-Dance                    | 2013 |
| Sorrow                                                        | Gunz For Hire                   | A2 Records                 | 2013 |
| Answers (Adaro remix)                                         | Chain Reaction                  | Minus is More              | 2013 |
| History                                                       | Adaro                           | A2 Records                 | 2013 |
| For The Street                                                | Adaro                           | A2 Records                 | 2013 |
| Immortal (Qlimax 2013 Anthem)                                 | Gunz For Hire                   | Q-Dance                    | 2013 |
| I'm The King                                                  | Adaro & The Prophet             | Scantraxx Recordz          | 2014 |
| Swagger                                                       | Gunz For Hire                   | A2 Records                 | 2014 |
| My Soul To Take                                               | Adaro                           | Roughstate                 | 2015 |
| Raggamuffin                                                   | Adaro                           | Roughstate                 | 2015 |
| Open The Gates                                                | Adaro & E-Force                 | Roughstate                 | 2015 |
| For The Street (Regain Remix)                                 | Adaro ft. Danny Scandal         | A2 Records                 | 2015 |
| Dark Universe                                                 | Adaro ft. Rob Gee               | Roughstate                 | 2015 |
| This Is Los Angeles                                           | Gunz For Hire                   | Roughstate                 | 2015 |
| Oldschool Flow                                                | Adaro & E-Force                 | Roughstate                 | 2015 |
| Whiplashed                                                    | Digital Punk & Adaro            | A2 Records                 | 2015 |
| Plata O Plomo                                                 | Gunz For Hire                   | Roughstate                 | 2016 |
| I'm A Criminal                                                | Gunz For Hire                   | Roughstate                 | 2016 |
| Ik Wil Gewoon Muziek Horen!                                   | Adje Van 'T Padje               | Free release               | 2016 |
| Rock Now                                                      | Adaro & B-Front                 | Roughstate                 | 2016 |
| Executioner Style                                             | Gunz For Hire                   | Roughstate                 | 2016 |
| Murder                                                        | Adaro                           | Roughstate                 | 2016 |
| Rock & Roll                                                   | Adaro & Enymion                 | Roughstate                 | 2016 |
| Legs In The Air                                               | Adaro & Crypsis                 | Roughstate                 | 2016 |
| No Mercy                                                      | Gunz For Hire                   | Roughstate                 | 2016 |
| The Party Never Dies                                          | Hard Driver & Adaro             | Dirty Workz                | 2016 |
| SMACK                                                         | Adaro & Hard Driver             | Roughstate                 | 2016 |
| Party Medicine                                                | Adaro & Outbreak                | Roughstate                 | 2017 |
| Raggamuffin (MYST Remix)                                      | Adaro                           | Roughstate                 | 2017 |
| Open The Gates (Public Enemies Remix)                         | Adaro & E-Force                 | Roughstate                 | 2017 |
| Welcome To Death Row                                          | Gunz For Hire                   | Roughstate                 | 2017 |
| Bring You The Pain                                            | Adaro & Digital Punk            | Roughstate                 | 2017 |
| Armed & Dangeous                                              | Gunz For Hire                   | Roughstate                 | 2017 |
| Circus Of Insanity (Official Intents Festival Anthem)         | Digital Punk & Adaro            | Unleashed                  | 2017 |
| The Show Of Madness                                           | Endymion & Adaro                | Nightbreed                 | 2017 |
| GODD (Adaro Remix)                                            | Marco V                         | Be Yourself                | 2017 |
| Disruption                                                    | Adaro & Jack Of Sound           | Roughstate                 | 2017 |
| The Sky Is The Limit                                          | Adaro                           | Roughstate                 | 2017 |
| Black Rain (Official Hard Bass Anthem                         | Adaro ft. E-Life                | Headliner                  | 2018 |
| The Otherside                                                 | Adaro                           | Roughstate                 | 2018 |
| One More Time                                                 | Adaro ft. Ellie                 | Roughstate                 | 2018 |
| Real Warrior                                                  | Gunz For Hire                   | Roughstate                 | 2018 |
| The Voice Of The Fire                                         | Adaro                           | Roughstate                 | 2018 |
| Flame Up High                                                 | Adaro                           | Roughstate                 | 2018 |
| Bella Ciao                                                    | Gunz For Hire                   | Roughstate                 | 2018 |
| Long Hard Summer                                              | E-Force & Adaro                 | Scantraxx Recordz          | 2018 |
| We Will Be Immortal                                           | Gunz For Hire                   | Roughstate                 | 2018 |
| Touch A Star                                                  | Adaro & B-Front ft. Dawnfire    | Q-Dance                    | 2018 |
| Midnight Sky                                                  | Hard Driver & Adaro             | Dirty Workz                | 2019 |
| I'm Alive (Official Rebirth Anthem)                           | Adaro                           | Roughstate                 | 2019 |
| When The Stars Connect In Space                               | Adaro & MYST ft. Cadence XYZ    | Q-Dance                    | 2019 |
| Blackout                                                      | Adaro & Kronos                  | Roughstate                 | 2019 |
| Battleborn                                                    | Ran-D, Frequencerz & Adaro      | Roughstate                 | 2019 |
| Moonlight                                                     | Kronos & Adaro ft. PANE         | Roughstate                 | 2019 |
| Don't Stop Me                                                 | Adaro & Clockartz               | Q-Dance                    | 2019 |
| Don't Look                                                    | Gunz For Hire                   | Roughstate                 | 2019 |
| Murder (Invector Remix)                                       | Adaro                           | Roughstate                 | 2019 |
| Kings Of Mayhem                                               | Gunz For Hire                   | Roughstate                 | 2019 |
| Blood Brothers                                                | Gunz For Hire                   | Roughstate                 | 2019 |
| My Eyes Spit Fire                                             | Adaro & Rude Convict ft. LXCPR  | Roughstate                 | 2019 |
| Flame Up High (Vertile Remix)                                 | Adaro                           | Roughstate                 | 2019 |
| Dynamite                                                      | Adaro ft. Mark Vayne            | Roughstate                 | 2020 |
| A Storm Is Coming (Ncrypta Remix)                             | Gunz For Hire                   | Roughstate                 | 2020 |
| The Phoenix Of The Night                                      | B-Front & Adaro ft. Nikki Milou | Q-Dance                    | 2020 |
| Ghost Town                                                    | Adaro & Kronos                  | Roughstate                 | 2020 |
| I'm Alive (Official Rebirth Anthem) (Re-Style & Vertex Remix) | Adaro                           | Roughstate                 | 2020 |
| Reach For The Sky                                             | Adaro & Digital Punk            | Q-Dance                    | 2020 |
| Bolivia (G4H Blood Brothers Remix)                            | Gunz For Hire                   | Scantraxx Black            | 2020 |
| Sicario                                                       | Gunz For Hire                   | Roughstate                 | 2020 |
| Strong                                                        | Adaro & Rejecta                 | Roughstate                 | 2020 |
| Wildfire (Adaro Remix)                                        | Re-Style                        | Roughstate                 | 2020 |
| Every Breaking A Wave                                         | Gunz For Hire                   | Roughstate                 | 2020 |
| Above It All                                                  | Adaro & Endymion                | Q-Dance                    | 2020 |
| Deep In The Night                                             | Frontliner & Adaro              | Q-Dance                    | 2020 |
| A Deeper Space                                                | Adaro                           | Roughstate                 | 2020 |
| Bring You The Pain (The Machine Remix)                        | Adaro & Digital Punk            | Rough Recruits             | 2020 |
| The Life                                                      | Adaro & Kronos ft. Nikki Milou  | Roughstate                 | 2020 |
| Calling (Adaro Remix)                                         | Sefa                            | Free release               | 2021 |
| Heaven High                                                   | Adaro ft. Robin Vane            | Roughstate                 | 2021 |
| Toy Soldiers                                                  | Gunz For Hire                   | Free release               | 2021 |
| Legs In The Air (Cyrex Remix)                                 | Adaro & Crypsis                 | Roughstate                 | 2021 |
| Walk With Me                                                  | Adaro & Vertile                 | Roughstate                 | 2021 |
| Seek & Destroy                                                | Gunz For Hire                   | Roughstate                 | 2021 |
| Up 2 No Good                                                  | Kronos & Adaro                  | Scantraxx Recordz          | 2021 |
| No Time To Sleep (Phrantic Remix)                             | Adaro                           | Scantraxx Black            | 2021 |
| Ongedierte Van De Nacht                                       | Gunz For Hire                   | Roughstate                 | 2021 |
| The Now And Then                                              | Adaro & Aftershock              | Roughstate                 | 2021 |
| The Underground                                               | Adaro & Frontliner              | Roughstate                 | 2021 |